# زاویه مسوس
زاویه مسوس (به عربی: زاویة مسوس) یک منطقهٔ مسکونی در لیبی است که در بنغازی واقع شده‌است.